# Boston (Georgia)
Boston es una ciudad ubicada en el condado de Thomas en el estado estadounidense de Georgia. En el censo de 2000, su población era de 1.417.

## Demografía
En el 2000 la renta per cápita promedia del hogar era de 19.313 $, y el ingreso promedio para una familia era de 23.920 $. El ingreso per cápita para la localidad era de 9.622 $. Los hombres tenían un ingreso per cápita de 20.605 $ contra 17.135 $ para las mujeres.

## Geografía
Boston se encuentra ubicado en las coordenadas 30°47′33″N 83°47′26″O / 30.79250, -83.79056 (30.792556, -83.790681).
Según la Oficina del Censo, la localidad tiene un área total de 5,8 km² (2,2 mi²), de la cual 5,8 km² (2,2 mi²) es tierra y 0 km² (0 mi²) (0.0%) es agua.